# ركيزة (علم الأحياء)
في علم الأحياء المُفترَش أو الركيزة هي السطح الذي يعيش عليه الكائن الحي (مثل النبات والفطر والحيوان)، الركيزة يمكن أن تشمل المواد الحيوية واللاأحيائية والحيوانات، ومثال على ذلك الطحالب المغلفة التي تعيش على صخرة (هي ركيزتها) ويمكن أن تكون هي نفسها ركيزة لحيوان يعيش على الطحالب.

## وصلات خارجية
- "Micro-vegetable growing" using abiotic substrates at home